# Cephalodella mus
Cephalodella mus är en hjuldjursart som beskrevs av Wulfert 1956. Cephalodella mus ingår i släktet Cephalodella och familjen Notommatidae. Inga underarter finns listade i Catalogue of Life.